# Дефісна війна
Дефісна війна (чеськ. Pomlčková válka; словац. Pomlčková vojna) була політичним конфліктом щодо того, як називати Чехословаччину після падіння комуністичного уряду в 1989 році.

## Передумови
Офіційна назва країни протягом останніх 30 років комуністичного правління була «Чехословацька Соціалістична Республіка» (чеською та словацькою Československá socialistická republika, або ČSSR). У грудні 1989 року — через місяць після «Оксамитової революції» - президент Вацлав Гавел оголосив, що слово «Соціалістична» буде вилучене з офіційної назви країни. Логічно було припускати, що її називатимуть просто «Чехословацька республіка» — її офіційна назва з 1920 по 1938 рік і з 1945 по 1960 рік. Однак словацькі політики відчували, що це принижує рівний статус Словаччини, і вимагали, щоб назва країни писалася з дефісом (тобто «Чехо-Словацька Республіка»), як це було від незалежності Чехословаччини в 1918 р. До 1920 р. і знову в 1938 та 1939 рр. Потім президент Гавел змінив свою пропозицію запропонувавши варіант «Республіка Чехо-Словаччина», однак це не сподобалось чеським політикам. 

## Вирішення
Як компроміс, 29 березня 1990 р. Парламент Чехословаччини вирішив, що повна назва країни має бути «Чехословацька Федеративна Республіка», прямо визнаючи, що країна є федерацією. Назва мала писатися без дефісу чеською мовою (Československá federativní republika), але з дефісом словацькою (Česko-slovenská federatívna republika). Неформальна угода про словацьку версію назви мала бути кодифікована в майбутньому законі про державні символи.
Це рішення було визнано незадовільним, і менш ніж через місяць, 20 квітня 1990 року, парламент знову змінив назву на «Чеська та Словацька Федеративна Республіка» (чеськ. Česká a Slovenská Federativní Republika, словац. Česká a Slovenská Federatívna Republika, або ČSFR). Цей закон чітко перераховував повні форми назв обох мов та зазначав, що вони рівноправні.
Компроміс призвів до ще більших мовних суперечок, ніж здавалося спочатку. Як правило, лише перше слово назви країни пишеться великими літерами чеською та словацькою мовами. Письмо з великої літери у всіх словах усувало питання престижу навколо великої літери "Slovenská ".
ЧСФР мала 2 географічні назви: словацькою мовою Česko-Slovensko і чеською мовою Československo. У 1990–1992 роках ЧСФР мала дві географічні назви навіть у перекладах на іноземні мови: через дефіс у перекладах зі словацької (наприклад, українська Чехо-Словаччина, англійська Czecho-Slovakia, французька Tchéco-Slovaquie, німецька Tschecho-Slowakei тощо) та без дефіса в перекладах з чеської (наприклад, українська Чехословаччина, англійська Czechoslovakia, французька Tchécoslovaquie, німецька Tschechoslowakei тощо).
Хоча словаки вимагали дефіс (чеська, словацька: spojovník), чехи називали це тире (чеське, словацьке: pomlčka). Хоча існує чітка різниця між дефісом і тире в чеському та словацькому написанні (дефіс використовується для позначення зв'язку між двома словами, тоді як тире використовується в інших випадках), як чехи, так і словаки зазвичай використовують термін pomlčka для обох.
Хоча Дефісна війна насправді не заслуговувує на назву «війна», вона продемонструвала, що між чехами та словаками існують розбіжності щодо ідентичності їхньої спільної країни. Протягом наступних двох років між двома половинками федерації виникали більш суттєві суперечки. У 1992 році чеські та словацькі політики домовились розділити країну на дві держави — Чехію та Словаччину — так зване «Оксамитове розлучення» яке набуло чинності 1 січня 1993 року.